# 条纹红蛭
条纹红蛭（学名：Dina lineata）为石蛭科红蛭属的动物，俗名带状石蛭、条纹石蛭。分布于欧洲、亚洲大陆的全北区以及中国大陆的黑龙江、吉林、辽宁、河北、湖南、贵州等地，多见于水温较低的流水石块下以及特别是在泉水水口的附近。该物种的模式产地在欧洲。
其种加词“lineata”意为“线条状的”。